# 有声両唇摩擦音
有声両唇摩擦音（ゆうせい りょうしん まさつおん）とは子音の分類の一つ。下唇と上唇で狭めをつくって空気を通りにくくし、そこを通過する呼気による生じる摩擦音。国際音声字母では[β]と記述される。
記号はギリシャ文字のベータの小文字に由来する。

## 特徴
- 気流の起こし手 - 肺臓気流機構。
- 発声 - 声帯の振動を伴う有声音。
- 調音
  - 調音位置 - 上唇と下唇による両唇音。
  - 調音方法
    - 口腔内の気流 -
    - 調音器官の接近度 - 隙間を作って空気が通りにくくし、そこに気流を通すことで生じる摩擦音。
    - 口蓋帆の位置 - 口蓋帆を持ち上げて鼻腔への通路を塞いだ口音。

## 言語例
- 日本語 - 任意の母音の後ろのバ行の子音
- スペイン語 - 語頭と [m] の後を除く b, v
- ポルトガル語 - 口母音にはさまれた b
- フィジー語 - v
- 中期朝鮮語 - ㅸ